# Slag bij Albelda (851)
De Slag bij Albelda was een veldslag uit 851 die plaats vond in het noorden van Spanje.
Rond het jaar 851 confronteerden Asturische en Baskische troepen Musa ibn Musa, van de islamitische Banu Qasi, in de buurt van Albelda. De strijd eindigde met de overwinning van het moslimleger, waardoor het vrijwel het hele grondgebied van wat nu La Rioja heet, kon controleren. Na deze overwinning werd Musa ibn Musa wali van de Opper Mark (Tagr al-Ala) genoemd (852-859).